# Đông Chu liệt quốc - Xuân Thu thiên
Đông Chu liệt quốc - Xuân Thu thiên (tiếng Trung: 東周列國·春秋篇, tiếng Anh: Spring&autumn period) là loạt phim truyền hình dã sử do Thẩm Hảo Phóng đạo diễn, xuất phẩm ngày 15 tháng 03 năm 1996 tại Bắc Kinh.

## Lịch sử
Truyện phim phỏng theo bộ tiểu thuyết chương hồi Đông Chu liệt quốc chí của các tác giả Phùng Mộng Long và Sái Nguyên Phóng thời Minh-Thanh.

## Nội dung
Kết cấu phim khởi sự từ việc U vương đốt phong hỏa đài (烽火戲諸侯) đến khoảng những năm Việt vương Câu Tiễn tranh bá.
1. Ly sơn phong hỏa (驪山烽火)
2. Hoàng tuyền nhận mẫu (黃泉認母)
3. Như thử quân thần (如此君臣)
4. Trúc đài nạp tức (築台納媳)
5. Chư Nhi Văn Khương (諸兒文姜)
6. Quản Trọng bái tướng (管仲拜相)
7. Tôn vương nhương di (尊王攘夷)
8. Bá chủ Tề Hoàn (霸主齊桓)
9. Nhơn nghĩa đại kì (仁義大旗)
10. Ly Cơ loạn Tấn (驪姬亂晉)
11. Dương bì hoán tướng (羊皮換相)
12. Trạch quân đồ báo (擇君圖報)
13. Trùng Nhĩ lệ chí (重耳勵志)
14. Trùng Nhĩ phản Tấn (重耳返晉)
15. Văn công thành bá (文公成霸)
16. Tội khốc Hào sơn (罪哭崤山)
17. Triệu Thuẫn thí quân (趙盾弒君)
18. Triệu thị cô nhi (趙氏孤兒)
19. Nhất minh kinh nhân (一鳴驚人)
20. Trang vương trị Sở (莊王治楚)
21. Bá chủ dư vận (霸主餘韻)
22. Thôi khánh chi loạn (崔慶之亂)
23. Yến Tử tướng Tề (晏子相齊)
24. Cao sơn ngưỡng chính (高山仰止)
25. Đào xuất chiêu quan (逃出昭關)
26. Chuyên Chư thích Liêu (專諸刺僚)
27. Tam ước phạt Sở (三約伐楚)
28. Quật mộ tiên thi (掘墓鞭屍)
29. Cối Kê chi sỉ (會稽之恥)
30. Câu Tiễn diệt Ngô (勾踐滅吳)

## Kĩ thuật
Phim được thực hiện tại Bắc Kinh và Hà Bắc năm 1995.
- Giám chế: Vu Quảng Hoa, Lý Bồi Sâm, Ngạc Chấn Anh, Lưu Nghi Cần, Tiêu Đạo Trạch, Phí Văn, Giả Văn Tăng, Hồ Ân

## Hậu trường
Khi phát hành DVD tại Hồng Kông, nhan đề phim được đổi thành Đông Chu liệt quốc chi Xuân Thu ngũ bá (東周列國之春秋五霸). Thành công thương mại bất ngờ của loạt phim mở ra thời kì thăng hoa ngắn ngủi của dòng phim cổ trang chính luận trên truyền hình Trung Quốc, đồng thời, khiến nhà sản xuất quyết định thực hiện phần kế tiếp Đông Chu liệt quốc - Chiến Quốc thiên.
Tại Việt Nam, phần này được Đài Phát thanh - Truyền hình Hà Nội chiếu sau Đông Chu liệt quốc - Chiến Quốc thiên tới mấy năm, khiến khán giả và báo giới tưởng lầm Chiến Quốc thiên chỉ là ăn theo.